# Braulio Arenas
Braulio Arenas (La Serena, 4 de abril de 1913 — Santiago do Chile, 12 de maio de 1988) foi um poeta, romancista e dramaturgo chileno.

## Prêmios
Braulio Arenas ganhou o Prêmio Nacional de Literatura do Chile em 1984.